# Sands Point
Sands Point es una villa ubicada en el condado de Nassau en el estado estadounidense de Nueva York. En el año 2000 tenía una población de 2.786 habitantes y una densidad poblacional de 253.9 personas por km². Sands Point se encuentra dentro del pueblo de North Hempstead.

## Geografía
Sands Point se encuentra ubicada en las coordenadas 40°50′55″N 73°42′42″O / 40.84861, -73.71167. Según la Oficina del Censo, la ciudad tiene un área total de 14,6 km² (5,6 mi²), de la cual 11 km² (4,2 mi²) es tierra y 3,6 km² (1,4 mi²) (24.56%) es agua.

## Demografía
Según la Oficina del Censo en 2000 los ingresos medios por hogar en la localidad eran de $200,000, y los ingresos medios por familia eran $200,000. Los hombres tenían unos ingresos medios de $100,000 frente a los $60,938 para las mujeres. La renta per cápita para la localidad era de $95,647. Alrededor del 3.1% de la población estaban por debajo del umbral de pobreza.